# Giuseppe Bortignoni il Vecchio
Giuseppe Bortignoni detto il Vecchio, per distinguerlo dal figlio Giuseppe Bortignoni il Giovane (Bassano del Grappa, 1778 – 1860) è stato un pittore e incisore italiano.

## Biografia
È ricordato principalmente per il suo ultimo lavoro con Pietro Bonato e Pietro Bettelini: l'incisione delle decorazioni del soffitto del Vaticano.